# 杉村蝉之介
もしかして
- 村杉蝉之介

ではありませんか？